# Thomas Cholmondeley
Thomas Patrick Gilbert Cholmondeley (ur. 19 stycznia 1968 w Nairobi, zm. 17 sierpnia 2016 tamże) – kenijski posiadacz ziemski brytyjskiego pochodzenia, dziedzic tytułu barona Delamere, najstarszy syn Hugh George’a Cholmondeleya, 5. barona Delamere, praprawnuk Hugh Cholmondeleya, 3. barona Delamere, który przeprowadził się do Kenii. Jego rodzina posiada największe posiadłości ziemskie w Kenii. Cholmondeley stał się sławny dzięki dwóm sprawom o morderstwo.
Po raz pierwszy został oskarżony w 2005, kiedy to zastrzelił na swoim ranczu w Gilgil w dystrykcie Nakuru Samsona ole Sisinę, funkcjonariusza Kenya Wildlife Service. Cholmondeley przyznał się do zabójstwa, ale twierdził, że zrobił to w obronie własnej. Kenijski minister sprawiedliwości, Amos Wako, oddalił jednak oskarżenie, co spotkało się z potępieniem ze strony kenijskiej opinii publicznej, która uważała, że Cholmondeley zawdzięcza wolność swojej pozycji i majątkowi.
Cholmondeley ponownie trafił do aresztu 10 maja 2006, oskarżony o zastrzelenie Roberta Njoya Mbugui. Ponownie przyznał się do zabójstwa, i ponownie stwierdził, że zrobił to w obronie własnej. Po procesie, który rozpoczął się 25 września 2006 roku, został skazany na 8 miesięcy pozbawienia wolności. Uwolniono go 23 października 2009.